# Нигрита
Нигри́та (греч. Νιγρίτα) — малый город в Греции. Административный центр общины Висалтия в периферийной единице Сере в периферии Центральная Македония. Расположен на высоте 80 м над уровнем моря. Площадь 82,709 км². Население — 4947 человек по данным переписи 2011 года.

## Население
| Год  | Население, человек |
| ---- | ------------------ |
| 1991 | 6076               |
| 2001 | 5561               |
| 2011 | ↘ 4947             |